# Deuteronomos grisescens
Deuteronomos grisescens là một loài bướm đêm trong họ Geometridae.